# 海下灣

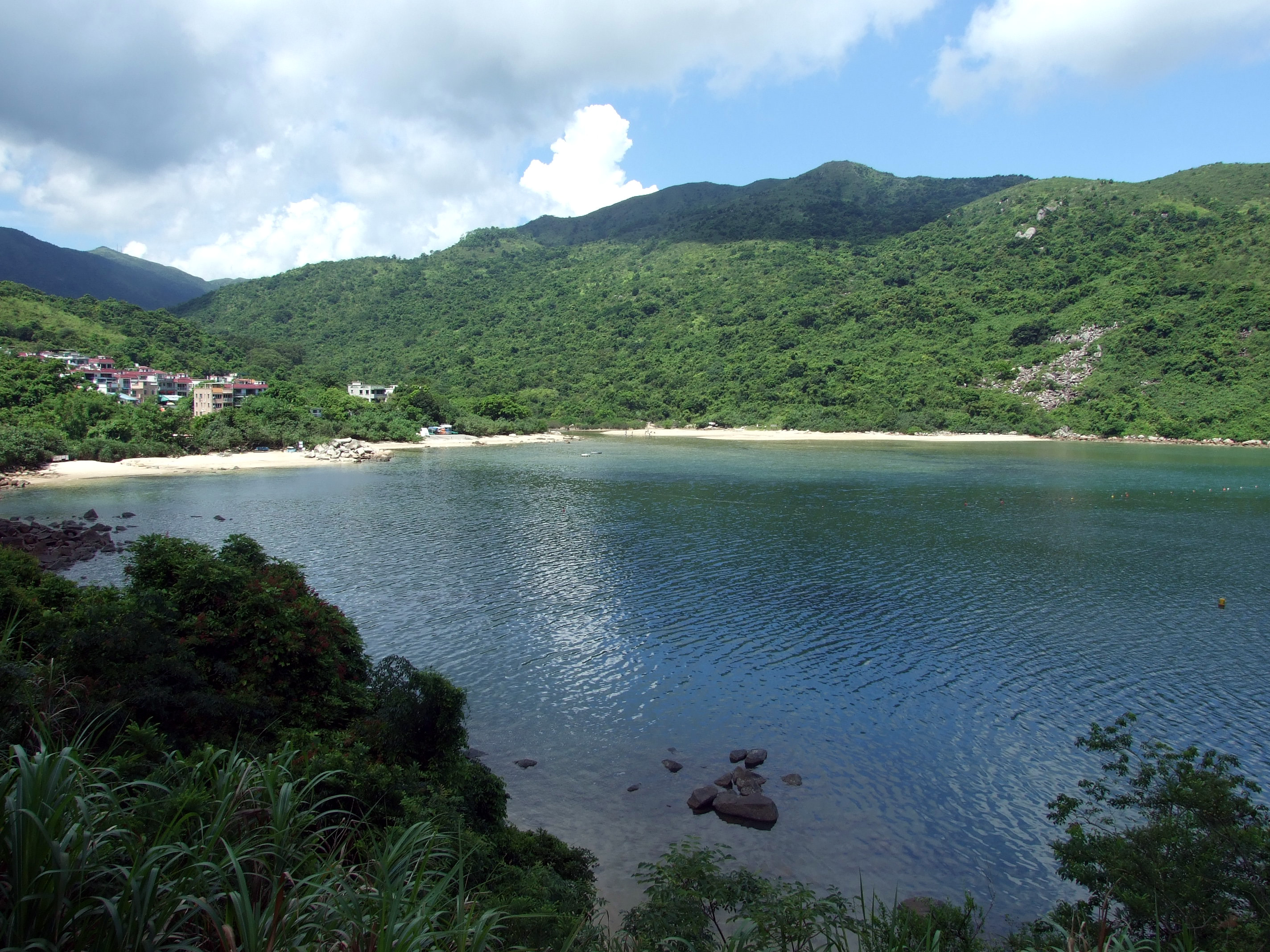
從大灘郊遊徑遠觀海下灣，左方為海下村

海下灣（英語：Hoi Ha Wan）位於香港西貢半島北岸，地理上屬於西貢西郊野公園，行政區劃上屬於大埔區西貢北，是香港第二個海岸公園 - 海下灣海岸公園的所在地，面積達2.6平方公里，範圍以響螺角、銀洲、磨洲至灣仔棺材角的尖端連起為界。海下灣西南角有一稱為海下（英語：Hoi Ha）的村落，顧名思義，是一個近海的地方（「下」為接近的意思）。
海下灣是一個生態價值高的地區，有高度的生物多樣性，這是因為海下灣有一個天然屏障，阻擋海水雜質的湧入，使到海水比較潔淨，從而提高一個良好的海洋環境，是很多海洋有機生物的居所。在海中，大部分的珊瑚品種可以確定。以前海下灣是一處潛水熱點，可是現在需要申請許可。香港政府為了維持海下灣的生態系統，於1996年7月5日將其列為香港海岸公園之一，並且立例禁止任何影響生態系統的人為活動，例如釣魚、捕魚拖網、使用硝化甘油炸藥或氰化物捕魚、把海產或珊瑚攜離等。

## 歷史
海下灣於1800年至1939年間是盛行出產石灰的。現時在海下灣共發現四個石灰窟的，只有兩個是比較完整的，它們設置於海下灣的東岸。客家村落白沙澳多間大屋之壁採用來自海下灣之石灰材料。北潭涌上窰民俗文物館（區域市政局博物館）所在之黃氏亦在海濱（客家話：海唇）之灰窰燒成生產石灰外賣做生理（客家話：生意）而致富興起。
在200年前原籍汕頭的翁氏四兄弟乘船到海下灣建立海下村，初時以漁農為業，並且設有石灰窟燒石灰和木炭，所產之木炭以船運載遠赴香港仔出售。現時海下村大部分村屋已租予村外人居住。
2010年9月14日，根據《明報》報道，JHC公司於同年8月起在日本舉辦預售海下灣村屋的樓花的邀約活動，銷售對象主要為日本人。根據官方網站顯示，別墅預計於2015年中落成。

## 行政區劃
海下灣並不劃入西貢區的原因是之前西貢並未開通西沙公路（現西沙路）往十四鄉和未有標準道路開往北潭坳、黃石碼頭等地區。而且西貢地區的鄉村如深涌、荔枝莊、榕樹澳，和島嶼赤洲等都依賴街渡、渡輪往來馬料水和大埔滘。

## 人口
根據香港政府資料，海下區於2013年總人口為110人，總規劃人口預計約590人。

## 生態
海下灣像米埔一樣，海灣內的紅樹林地區達5.3平方公里，在海下村的紅樹林沙灘總共有7種「真紅樹」，為成長中的魚、生活於鹹水帶的無脊椎生物的棲息地。海下灣海岸公園有很多珊瑚，在香港發現88種珊瑚中的59種都可以在這裏找到。於1989年5月1日成為具特殊科學價值地點。

## 設施
- 區域市政局遺產：由旱廁翻新改為水廁，男女廁各設有座廁馬桶乙座、電子感應水龍頭、乾手機，分別位於海下7號小巴總站下面（編號：SK-78）及白沙澳村廁所（位於香港青年旅舍協會白沙澳宿營營舍對落一處樹林旁邊，晚間有街燈照明前往之，號碼：SK-74）。
- 賽馬會匯豐世界自然(香港)基金會海下灣海洋生物中心

## 交通
長久以來，海下灣的居民一直以海路交通出入。20世紀70年代香港政府為興建萬宜水庫興建了大網仔路、北潭路等接駁道路，海下亦間接受惠，獲興建一條海下路連接該區與大灘附近的北潭路。
1982年1月3日，九巴開辦了假日特別線95R線（北潭涌↔海下），方便假日市區遊客郊遊，同年2月亦開辦了新界區專線小巴7線（麥理浩夫人度假村↔海下），唯95R線於1983年10月30日改為北潭涌↔黃石碼頭，不經海下灣。同日起7號小巴延長至北潭涌總站。2003年7月1日起7號小巴更延長至西貢小巴總站，以方便自海下灣水域劃為海岸公園後的遊客前往海下，同時亦方便海下居民到西貢市購物。

## 區議會議席分佈
由於海下人口稀少，所以往往跟深涌、荔枝莊、塔門、黃石碼頭等範圍劃為同一個選區。
| 年度/範圍 | 2000-2003  | 2004-2007  | 2008-2011  | 2012-2015  | 2016-2019  | 2020-2023  |
| --------- | ---------- | ---------- | ---------- | ---------- | ---------- | ---------- |
| 整個海下  | 西貢北選區 | 西貢北選區 | 西貢北選區 | 西貢北選區 | 西貢北選區 | 西貢北選區 |

## 站外鏈結
- 世界自然(香港)基金會：海下灣

22°28′10″N 114°20′08″E / 22.46944°N 114.33556°E